# Ogéviller
Ogéviller és un municipi francès situat al departament de Meurthe i Mosel·la i a la regió del Gran Est. L'any 2007 tenia 301 habitants.

## Demografia

### Població
El 2007 la població de fet d'Ogéviller era de 301 persones. Hi havia 113 famílies, de les quals 28 eren unipersonals (8 homes vivint sols i 20 dones vivint soles), 36 parelles sense fills, 45 parelles amb fills i 4 famílies monoparentals amb fills.
La població ha evolucionat segons el següent gràfic:
Habitants censats

### Habitatges
El 2007 hi havia 130 habitatges, 112 eren l'habitatge principal de la família, 6 eren segones residències i 12 estaven desocupats. 120 eren cases i 10 eren apartaments. Dels 112 habitatges principals, 97 estaven ocupats pels seus propietaris, 14 estaven llogats i ocupats pels llogaters i 1 estava cedit a títol gratuït; 1 tenia dues cambres, 4 en tenien tres, 20 en tenien quatre i 87 en tenien cinc o més. 86 habitatges disposaven pel capbaix d'una plaça de pàrquing. A 54 habitatges hi havia un automòbil i a 39 n'hi havia dos o més.

### Piràmide de població
La piràmide de població per edats i sexe el 2009 era:
| Homes | Edats   | Dones |
| ----- | ------- | ----- |
| 0     | 95 o +  | 0     |
| 0     | 90 a 94 | 0     |
| 4     | 85 a 89 | 0     |
| 0     | 80 a 84 | 0     |
| 8     | 75 a 79 | 8     |
| 0     | 70 a 74 | 12    |
| 12    | 65 a 69 | 4     |
| 8     | 60 a 64 | 8     |
| 4     | 55 a 59 | 4     |
| 24    | 50 a 54 | 12    |
| 8     | 45 a 49 | 4     |
| 12    | 40 a 44 | 16    |
| 12    | 35 a 39 | 12    |
| 0     | 30 a 34 | 8     |
| 16    | 25 a 29 | 16    |
| 0     | 20 a 24 | 0     |
| 12    | 15 a 19 | 12    |
| 4     | 10 a 14 | 8     |
| 16    | 5 a 9   | 4     |
| 8     | 0 a 4   | 12    |

## Economia
El 2007 la població en edat de treballar era de 173 persones, 104 eren actives i 69 eren inactives. De les 104 persones actives 91 estaven ocupades (54 homes i 37 dones) i 12 estaven aturades (6 homes i 6 dones). De les 69 persones inactives 23 estaven jubilades, 16 estaven estudiant i 30 estaven classificades com a «altres inactius».

### Ingressos
El 2009 a Ogéviller hi havia 111 unitats fiscals que integraven 306 persones, la mediana anual d'ingressos fiscals per persona era de 13.806 €.

### Activitats econòmiques
Dels 5  establiments que hi havia el 2007, 2 eren d'empreses de construcció i 3 d'empreses de comerç i reparació d'automòbils.
Dels 3 establiments de servei als particulars que hi havia el 2009, 1 era un guixaire pintor, 1 lampisteria i 1 electricista.

## Equipaments sanitaris i escolars
El 2009 hi havia una escola elemental.

## Poblacions més properes
El següent diagrama mostra les poblacions més properes.